# Dirk Lange (Politikwissenschaftler)

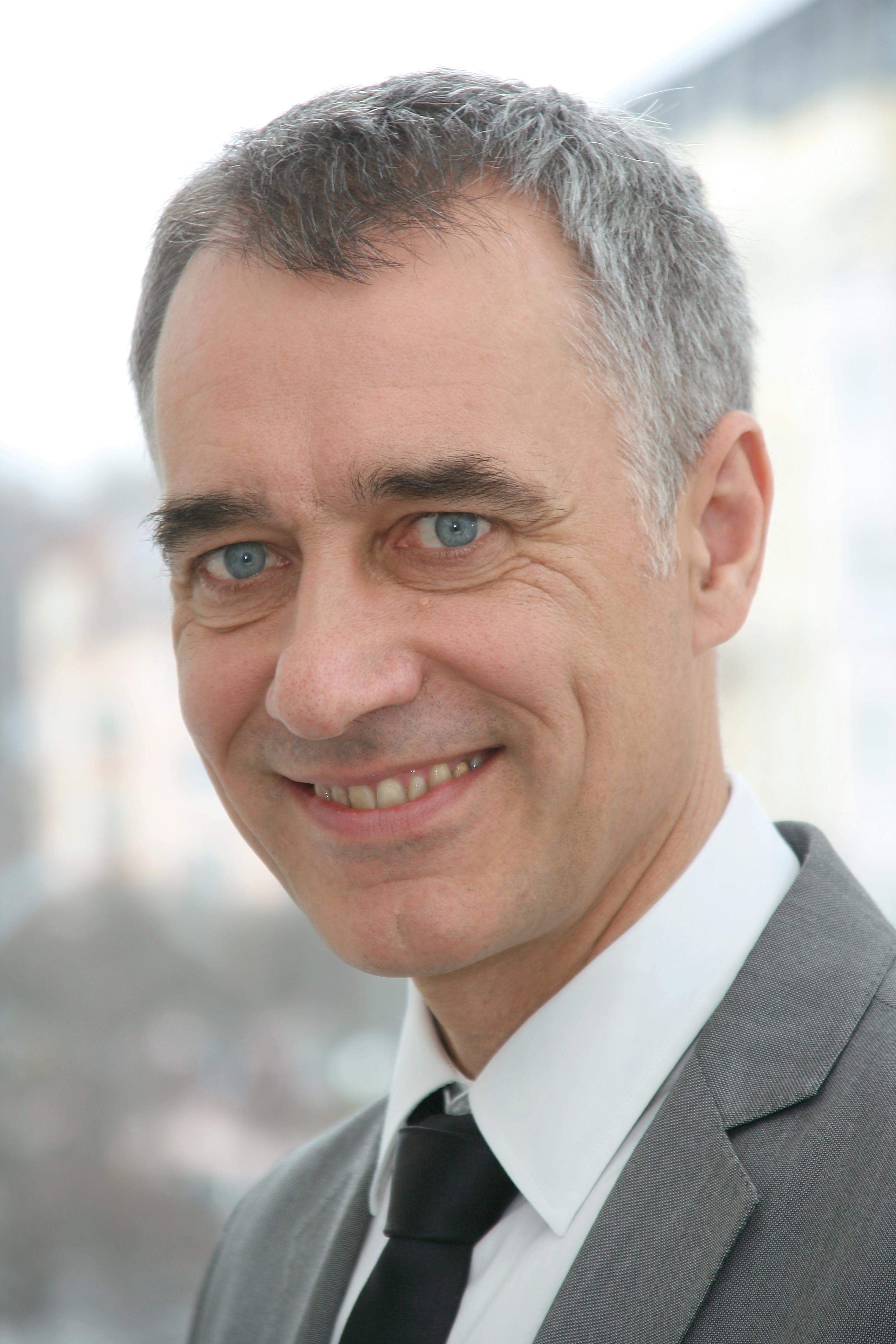
Dirk Lange

Dirk Lange (* 1964) ist ein deutscher Politikwissenschaftler und Universitätsprofessor.

## Leben
Lange studierte Politikwissenschaft auf Diplom und Lehramt an der Freien Universität Berlin. Nach Referendariat und Schulpraxis promoviert er 2002 mit dem Thema Die historisch-politische Didaktik der Alltagsgeschichte als akademischer Schüler von Peter Steinbach. Im selben Jahr wurde er zum Juniorprofessor an die Carl von Ossietzky Universität Oldenburg berufen und drei Jahre später zum Professor für Didaktik der Politischen Bildung (ebenfalls an der Carl von Ossietzky Universität Oldenburg). Seit 2009 ist er Professor für Didaktik der Politischen Bildung an der Leibniz Universität Hannover. Von 2011 bis 2013 war Lange Direktor der Agentur für Erwachsenen- und Weiterbildung Niedersachsen. Seit 2016 hat er einen Ruf an die Universität Wien angenommen und ist dort ebenfalls für die Didaktik der politischen Bildung tätig.
Dirk Lange ist seit 2003 Sprecher der Sektion Politische Wissenschaft und Politische Bildung in der Deutschen Vereinigung für Politische Wissenschaft (DVPW) und Bundesvorsitzender der Deutschen Vereinigung für Politische Bildung (DVPB) (seit 2006). Außerdem ist er Gründungsmitglied der Gesellschaft für sozioökonomische Bildung und Wissenschaft (GSÖBW). Er gibt u. a. die Schriftenreihe Bürgerbewusstsein. Schriften zur Politischen Kultur und Politischen Bildung im VS Verlag für Sozialwissenschaften heraus.
Zu seinem Forschungsschwerpunkt gehört vor allem das Bürgerbewusstsein. Weitere Schwerpunkte sind die politische Bildungsforschung, die historisch-politische Didaktik, die politische Lehr-Lernforschung und die migrationspolitische Bildung.

## Werke (Auswahl)
- Dirk Lange, Volker Reinhardt (Hrsg.): Basiswissen politische Bildung. Handbuch für den sozialwissenschaftlichen Unterricht. Schneider-Verlag Hohengehren, Baltmannsweiler 2021, 2 Bände, 2. Aufl., ISBN 978383401730-7.
- Dirk Lange: Politische Erwachsenenbildung in Niedersachsen. Eine Bestandsaufnahme des Angebots zur Politischen Bildung der Mitglieder des Niedersächsischen Bundes für freie Erwachsenenbildung e.V. Schneider Verlag Hohengehren, Baltmannsweiler 2011, ISBN 978-3834009272.
- Dirk Lange (Hrsg.): Entgrenzungen. Gesellschaftlicher Wandel und Politische Bildung. Wochenschau-Verlag, Schwalbach/Ts. 2011, ISBN 978-3899746532.
- Anja Besand, Tilman Grammes, Reinhold Hedtke, Peter Henkenborg, Dirk Lange, Andreas Petrik, Sibylle Reinhardt, Wolfgang Sander: Konzepte der politischen Bildung. Eine Streitschrift. Wochenschau-Verlag, Schwalbach/Ts. 2011, ISBN 978-3899747225.
- Dirk Lange und Sebastian Fischer (Hrsg.): Politik und Wirtschaft im Bürgerbewusstsein. Untersuchungen zu den fachlichen Konzepten von Schülerinnen und Schülern in der Politischen Bildung. Wochenschau-Verlag, Schwalbach/Ts. 2011, ISBN 978-3899746525.
- Dirk Lange und Ayça Polat (Hrsg.): Migration und Alltag. Unsere Wirklichkeit ist anders. Wochenschau-Verl., Schwalbach/Ts. 2010, ISBN 978-3-89974-659-4.
- Dirk Lange: Monitor politische Bildung. Daten zur Lage der politischen Bildung in der Bundesrepublik Deutschland. Bundeszentrale für Politische Bildung, Bonn 2010, ISBN 978-3-8389-0008-7.
- Dirk Lange und Gerhard Himmelmann (Hrsg.): Demokratiedidaktik. Impulse für die Politische Bildung. VS Verl. für Sozialwiss., Wiesbaden 2010, ISBN 978-3-531-17116-6
- Dirk Lange und Ayça Polat (Hrsg.): Unsere Wirklichkeit ist anders. Migration und Alltag ; Perspektiven politischer Bildung. Bundeszentrale für Politische Bildung, Bonn 2009, ISBN 978-3-8389-0001-8.
- Dirk Lange: Historisch-politische Didaktik. Zur Begründung historisch-politischen Lernens. 2. Auflage. Wochenschau-Verl., Schwalbach/Ts. 2009, ISBN 978-3-89974-542-9.
- Dirk Lange (Hrsg.): Migration und Bürgerbewusstsein. Perspektiven Politischer Bildung in Europa. VS Verlag für Sozialwissenschaften / GWV Fachverlage GmbH Wiesbaden, Wiesbaden 2008, ISBN 978-3-531-15773-3.
- Gerhard Himmelmann und Dirk Lange (Hrsg.): Demokratiebewusstsein. Interdisziplinäre Annäherungen an ein zentrales Thema der Politischen Bildung. VS Verlag für Sozialwissenschaften / GWV Fachverlage GmbH Wiesbaden, Wiesbaden 2007, ISBN 978-3-531-15525-8.
- Dirk Lange (Hrsg.): Politische Bildungsforschung. Politikdidaktische Arbeits- und Forschungsschwerpunkte an niedersächsischen Universitäten ; [Gerhard Himmelmann zum 65ten Geburtstag]. Schneider-Verl. Hohengehren, Baltmannsweiler 2006, ISBN 3-8340-0075-2.
- Gerhard Himmelmann und Dirk Lange (Hrsg.): Demokratiekompetenz. Beiträge aus Politikwissenschaft, Pädagogik und politischer Bildung. 1. Auflage. VS Verl. für Sozialwiss., Wiesbaden 2005, ISBN 3-531-14653-X.
- Dirk Lange: Politische Alltagsgeschichte. Ein interdisziplinäres Forschungskonzept im Spannungsfeld von Politik- und Geschichtswissenschaft. Leipziger Universitätsverl., Leipzig 2003, ISBN 3-936522-96-0.

Vielfache Herausgebertätigkeit, eine Vielzahl Artikel in pädagogischen und wissenschaftlichen Fachzeitschriften sowie Beiträge in Sammelbänden kommen hinzu.